# Coironalia
Coironalia is een geslacht van vlinders van de familie spanners (Geometridae), uit de onderfamilie Ennominae.

## Soorten
- C. cruciferaria Berg, 1877
- C. denticulata Butler, 1882